# Berglijstertimalia
De berglijstertimalia (Illadopsis pyrrhoptera) is een zangvogel uit de familie Pellorneidae.

## Verspreiding en leefgebied
Deze soort komt voor in oostelijk-centraal Afrika en telt twee ondersoorten:
- I. p. pyrrhoptera: van oostelijk Congo-Kinshasa tot westelijk Kenia en westelijk Tanzania.
- I. p. nyasae: noordelijk Malawi.

## Status
De grootte van de populatie is niet gekwantificeerd maar de soort wordt omschreven als schaars tot zeer algemeen. Op de Rode lijst van de IUCN heeft deze soort de status niet bedreigd.